# Serboiulus lucifugus
Serboiulus lucifugus är en mångfotingart som beskrevs av Pius Strasser 1962. Serboiulus lucifugus ingår i släktet Serboiulus och familjen kejsardubbelfotingar. Utöver nominatformen finns också underarten S. l. deelemani.